# ایپرونیازید
ایپرونیازید (Marsilid, Rivivol, Euphozid, Iprazid , Ipronid, Ipronin) یک مهار کننده مونوآمین اکسیداز(MAOI) غیر انتخابی و برگشت‌ناپذیر از دسته هیدرازین‌ها است.
این ماده یک بیگانه‌زیست است که در ابتدا برای درمان سل طراحی شده بود، اما بعداً به عنوان داروی ضد افسردگی مورد استفاده قرار گرفت. با این حال، به دلیل سمیت کبدی از بازار حذف شد. استفاده پزشکی از ایپرونیازید در دهه ۱۹۶۰ در بیشتر جهان متوقف شد، اما در فرانسه همچنان مورد استفاده قرار گرفت.